# Incilius periglenes
Il rospo dorato (Incilius periglenes (Savage, 1967)) era un minuscolo anfibio sino a poco tempo fa diffuso in una ristretta area di circa 10 km² di foresta tropicale della Costa Rica centrale e precisamente nella cordigliera di Tilaràn (provincia di Monteverde) fra i 1.500 ed i 1.620 metri d'altitudine.
La specie è stata classificata estinta dall'UICN nel 2004. L'ultimo esemplare di rospo dorato era stato osservato nel 1989 e, nonostante le prolungate ricerche fatte in seguito, non è stato possibile ritrovare nessun altro esemplare vivente.
Tra le possibili cause dell'estinzione è stato proposto il surriscaldamento globale. Infatti, a causa della loro pelle umida e del fatto che iniziavano la loro vita in acqua erano particolarmente suscettibili ai mutamenti del loro habitat, che sembra dovuto all'innalzamento della fascia che nutre la foresta con la sua nebulosa atmosfera di acqua. Le montagne riscaldandosi fanno risalire la nebbia dalla foresta al punto da prosciugare gli stagni dei rospi dorati.
Altro possibile fattore chiamato in causa è la chitridiomicosi, una malattia della pelle degli anfibi causata dal fungo Batrachochytrium dendrobatidis.

## Descrizione
Questo anfibio aveva segni tipici per i rospi, come le ghiandole dell'orecchio, le pupille orizzontali, una pelle verrucosa e zampe posteriori relativamente corte. I maschi raggiungevano una lunghezza massima del corpo di 48 millimetri, le femmine erano leggermente più grandi di 56 millimetri. Anche nella colorazione c'era un marcato dimorfismo sessuale: mentre i maschi erano di colore giallo-arancio brillante su tutto il corpo, le femmine mostravano un colore giallo-nero con macchie gialle scarlatte e gialle. D'altra parte, non potevano ancora essere distinti esternamente in base al sesso.

## Biologia

### Riproduzione
Il periodo di riproduzione della specie era nel periodo da aprile a giugno. Gli animali si incontravano per la riproduzione in un breve periodo dell'anno. I richiami del corteggiamento del maschio erano molto flebili - si presume che per l'accoppiamento gli stimoli visivi, cioè la brillante colorazione, fossero più importanti dei segnali acustici. La percentuale di individui maschi era in netta maggioranza rispetto alle femmine: una volta fu trovata una sex ratio di 8:1 in favore dei maschi. Il forte istinto riproduttivo dei maschi, al momento dell'accoppiamento, portava al loro raggrupparsi in ammassi fino a dieci individui stretti l'uno all'altro. Quando fosse stata presente una femmina, avveniva l'accoppiamento vero e proprio, in cui essa emetteva delle ovature in forma di cordone, contenenti da circa 200 a 400 uova. I girini risultanti avevano bisogno di circa cinque settimane di sviluppo  per compiere la metamorfosi e trasformarsi in animali terrestri.

### Alimentazione
Per quanto riguarda le abitudini alimentari si sa molto poco. È ragionevole presumere che i rospi dorati si nutrissero di insetti e altri piccoli invertebrati.

## Distribuzione e habitat
L'areale di questa specie era ristretto ad un'area di pochi chilometri quadrati nella foresta nebulosa di montagna di Monteverde (Costa Rica settentrionale), ad un'altitudine compresa tra 1.500-1.620 m s.l.m.
Dal 1972 l'area è stata protetta come Riserva della foresta nebulosa di Monteverde.